# Dornier Do 435/He 535
De Do 435 / He 535 was een project voor een nachtjager/zwaar jachtvliegtuig dat werd ontworpen door de Duitse vliegtuigbouwer Dornier.

## Ontwikkeling
Men was in 1943 bij Dornier begonnen met de ontwikkeling van een aantal ontwerpen waarbij men een straalmotor inbouwde in het achterste deel van de Do 335. Deze zou de daar aanwezige zuigermotor vervangen. In het midden van 1944 besloot men tot de verdere uitwerking van deze ontwerpen.
Later werd het project overgedragen aan Heinkel, aangezien men daar meer ervaring had in het gebruik van straalmotoren en de ontwikkeling van nachtjagers. Ook zou men bij Heinkel in Oranienburg de Dornier Do 335B-6 nachtjager gaan bouwen. Het toestel werd bij Heinkel aangeduid als de He 535.
Het toestel zou worden voorzien van de standaard-Do 335-vleugels of nieuwe vleugels met een laminair flowprofiel. De romp moest worden aangepast voor het plaatsen van de straalmotor en om ruimte te creëren voor de radaroperator.
De motoren waren een vloeistofgekoelde Daimler-Benz DB 603LA twaalfcilinder-lijnmotor van 2.300 pk die in de rompneus was aangebracht en een Heinkel He S11-straalmotor met 1.300 kg stuwdruk in het achterste deel van de romp. De luchtinlaten voor de straalmotor waren aan weerskanten van de romp geplaatst ter hoogte van de vleugelwortels. De driebladige Me P8-propeller had een diameter van 3,50 m. Het Technische Amt wilde ook dat men gebruik kon maken van de Junkers Jumo 213J in plaats van de Daimler-Benzmotor.
De bewapening zou bestaan uit twee 30mm-MK108-kanonnen, schuin omhoog vurend, twee 20mm-MG151/20-kanonnen in de rompneus en een 30mm-MK108-motorkanon, vurend door de propelleras.
In januari 1945 werd een ontwikkelcontract getekend. De eerste vlucht van het prototype stond gepland voor mei 1945, maar er werden geen toestellen meer gebouwd voor het einde van de oorlog.

### Technische specificaties
- Spanwijdte: 15,40 m.
- Lengte: 13,40 m.
- Hoogte: 5,60 m.
- Leeggewicht: 7.585 kg.
- Startgewicht: 10.500 kg.
- Maximumsnelheid: 822 km/uur.
- Vliegduur: 5 uur.